# زيفيري
زيفيريون (Ζεφύριον) هي مدينة في إقليم أتيكا في اليونان.
يبلغ عدد سكانها حوالي 9170 نسمة.

## أعلام
- مايك أرناوتيس